# Mieczysław Protasowicki
Mieczysław Protasowicki (ur. 20 marca 1943) – polski polityk, z zawodu lekarz weterynarii, myśliwy, senator III kadencji.

## Życiorys
Syn Michała i Julii z domu Nozdryn-Płotnickiej. W 1952 wraz z rodziną został zesłany do Kazachstanu, skąd w 1956 został repatriowany do Polski. W latach 1967–1968 odbył staż zawodowy Wojewódzkim Zakładzie Weterynarii w Zielonej Górze, od 1968 do 1971 pracował jako ordynator lecznicy dla zwierząt w Świebodzinie, następnie jako kierownik lecznic dla zwierząt w Żarach (1971–1977) i Witnicy (1977–1989). Później zatrudniony w Wojewódzkim Zakładzie Weterynarii w Gorzowie Wielkopolskim, od 1989 do 1999 pełnił funkcję wojewódzkiego lekarza weterynarii, następnie przez rok był p.o. lubuskiego wojewódzkiego lekarza weterynarii. W latach 2000–2003 zajmował stanowisko powiatowego lekarza weterynarii w Strzelcach Krajeńskich, po czym przeszedł na emeryturę.
Zaangażowany w działalność samorządu zawodowego lekarzy weterynarii, a także Polskiego Związku Łowieckiego. Od 1993 do 1997 był senatorem III kadencji, wybranym z ramienia Polskiego Stronnictwa Ludowego w województwie gorzowskim. Pełnił funkcję zastępcy przewodniczącego Komisji Obrony Narodowej i członka Komisji ds. Emigracji i Polaków za Granicą. Bez powodzenia kandydował w wyborach parlamentarnych w 1997 i 2001.
Odznaczenia: Złoty (2000) i Srebrny Krzyż Zasługi, Odznaka „Za wzorową pracę w służbie weterynaryjnej”, Odznaka „Zasłużony Pracownik Rolnictwa”, Odznaka „Zasłużony Pracownik Przemysłu Spożywczego i Skupu”, Medal 40-lecia Polski Ludowej, Odznaka za Zasługi dla Województwa Gorzowskiego, Srebrny i Brązowy Medal Zasługi Łowieckiej, Medal św. Huberta, Odznaka „Zasłużony Działacz Turystyki”.
W 1966 ożenił się z Ewą Fornalską, z którą ma troje dzieci.